# Berenjestānak-e Pā'īn
Berenjestānak-e Pā'īn (persiska: بِرِنجِستانَك, بَرِنجِستانَكِ بالا, Berenjestānak, Berenjestānak-e Pā’īn, برنجستانک پائین) är en ort i Iran.   Den ligger i provinsen Mazandaran, i den norra delen av landet, 150 km nordost om huvudstaden Teheran. Berenjestānak-e Pā'īn ligger 184 meter över havet och antalet invånare är 281.
Terrängen runt Berenjestānak-e Pā'īn är huvudsakligen kuperad, men västerut är den platt. Runt Berenjestānak-e Pā'īn är det ganska glesbefolkat, med 34 invånare per kvadratkilometer. Närmaste större samhälle är Malafeh, 6,0 km sydväst om Berenjestānak-e Pā'īn. I omgivningarna runt Berenjestānak-e Pā'īn växer i huvudsak blandskog.